# ロッキー・マルシアノ
ロッキー・マルシアノ（英語: Rocky Marciano）ことロッコ・フランシス・マルケジャーノ（英語: Rocco Francis Marchegiano、1923年9月1日 - 1969年8月31日）は、アメリカ合衆国の元プロボクサー、アメリカ合衆国の元世界ヘビー級王者であり、ボクシングの世界ヘビー級王者史上唯一全勝無敗のまま引退した。「史上最高のヘビー級ボクサーの1人」と称され、49戦全勝の無敗記録は2017年にフロイド・メイウェザー・ジュニアが50勝を記録するまで62年間破られなかった。

## 来歴

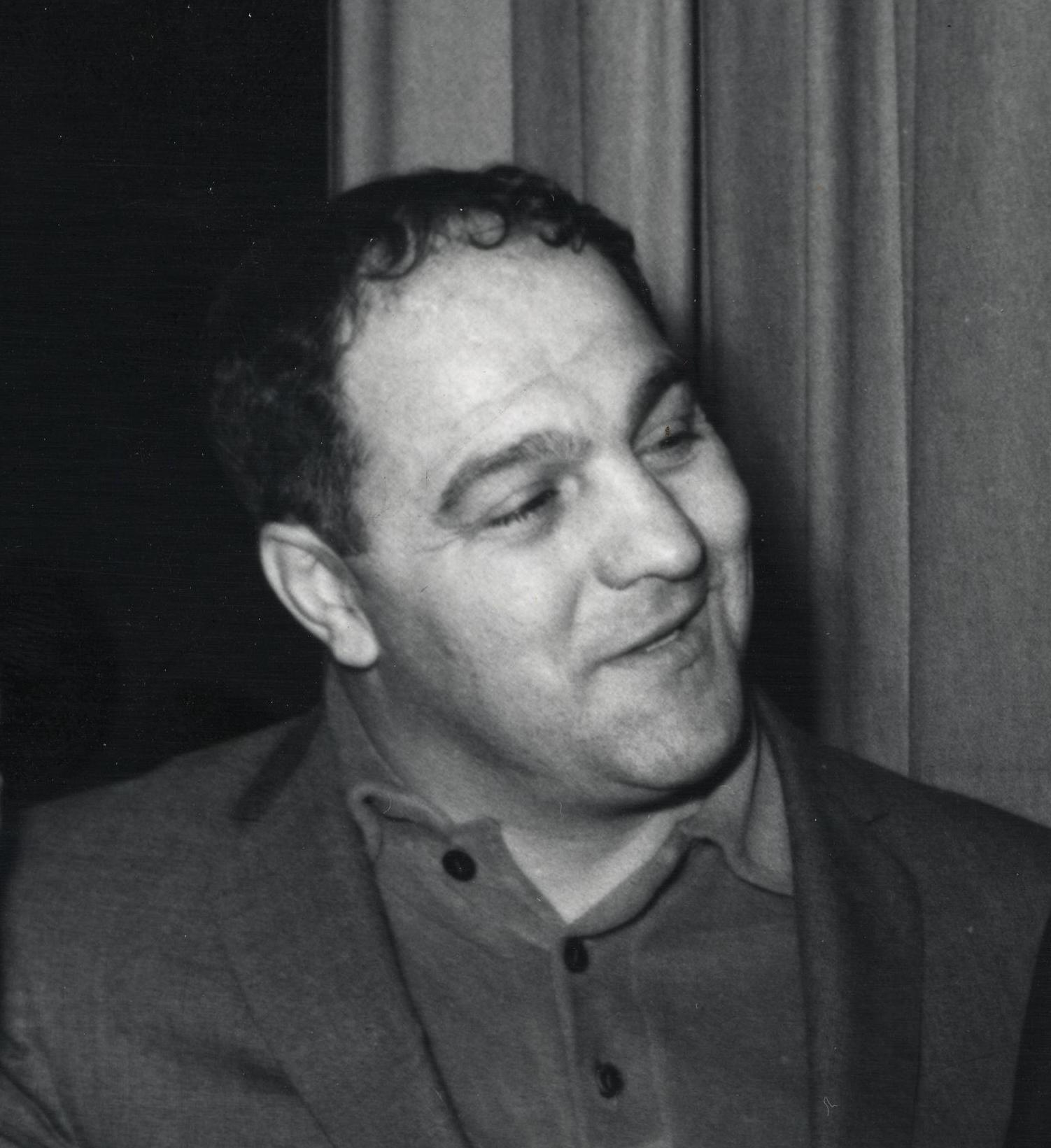
1960年から1968年頃

1923年9月1日にマサチューセッツ州ブロックトンにて、イタリア移民の両親の子女として誕生した。幼少期から野球に興味を持ち、高校時代は野球に打ち込んでいたが、他の野球リーグに参加したことが規定違反となって高校を中退する事になる。その後は石炭掘り、トラックの運転手、靴屋などの職業を転々とする。1943年3月から1946年3月まで軍務にあり、3年間の兵役中にボクシングと出会ってアマチュアで8勝4敗の戦績を残す。
1947年3月17日に23歳でプロデビューを果たす。当初はプロ野球選手を目指していたことで、同月下旬にシカゴ・カブスの二軍チームのフェイエットビル・カブスの入団テストを受けるが、3週間二軍チームで過ごした後にカットされて挫折し、ボクシングに専念する事を決定する。
1948年7月12日に24歳で再デビューとなるプロ2戦目を行った。
1951年10月27日、28歳の時に37歳の元世界ヘビー王者ジョー・ルイスと対戦し、8回TKO勝ちを収めた。
1952年9月23日、世界ヘビー王者であるジャーシー・ジョー・ウォルコットに挑戦。初回にダウンを奪われるなど大苦戦を強いられポイントでもリードを許していたが、13回に右フックで逆転のKO勝ちを収めた。フィニッシュブローとなった右フックは後に「スージーQ」と名付けられた。
1955年9月21日、41歳のアーチー・ムーアに9回KO勝ちで6度目の防衛に成功し、1956年4月27日、この試合を最後に32歳で49戦無敗のまま引退した。晩年は現役時代の打ち合うスタイルの為か頭痛に悩まされた。
1969年8月31日の中部標準時午後8時5分にアイオワ州ジャスパー郡ニュートン近くのトウモロコシ畑において、搭乗していたセスナ機（セスナ 172）の墜落事故により死去した。この日は46歳の誕生日を迎える前日の出来事であり、翌日にマルシアノにサプライズで誕生パーティー（マルシアノはフロリダの自宅で家族と誕生日を祝うつもりでいた）が開かれるはずだったデモインへ向かって飛行していたが、悪天候のため計画を変更してニュートンの飛行場に着陸しようとした際に下層雲に突っ込みパイロットが操縦不能となって墜落事故が起きた。操縦していたパイロット1人を含め搭乗していた3人全員が死亡したが、マルシアノと同乗していたのは、マルシアノと友人関係にあった大物ギャングのルー・ファレルの長男であるフランキー・ファレルであった。
フロリダ州フォートローダーデールのフォレスト・ローン記念墓地に埋葬され、5年後に肺がんで亡くなった妻も並んで埋葬された。

## 戦績
- プロボクシング：49戦 49勝 43KO

| 戦           | 日付           | 勝敗 | 時間     | 内容 | 対戦相手                         | 国籍           | 備考           |
| ------------ | -------------- | ---- | -------- | ---- | -------------------------------- | -------------- | -------------- |
| 1            | 1947年3月17日  | 勝利 | 3R 0:42  | KO   | Lee Epperson                     | アメリカ合衆国 | プロデビュー戦 |
| 2            | 1948年7月12日  | 勝利 | 1R       | TKO  | Harry Bilazarian                 | アメリカ合衆国 |                |
| 3            | 1948年7月19日  | 勝利 | 1R 1:19  | KO   | John Edwards                     | アメリカ合衆国 |                |
| 4            | 1948年8月9日   | 勝利 | 3R 0:22  | KO   | Bobby Quinn                      | アメリカ合衆国 |                |
| 5            | 1948年8月23日  | 勝利 | 1R 1:03  | KO   | Eddie Ross                       |                |                |
| 6            | 1948年8月30日  | 勝利 | 1R 2:50  | TKO  | Jimmy Weeks                      | アメリカ合衆国 |                |
| 7            | 1948年9月13日  | 勝利 | 1R 1:08  | KO   | Humphrey Jackson                 | アメリカ合衆国 |                |
| 8            | 1948年9月20日  | 勝利 | 1R       | KO   | Bill Hardeman                    | アメリカ合衆国 |                |
| 9            | 1948年9月30日  | 勝利 | 1R 0:36  | KO   | Gilbert Cardone                  | アメリカ合衆国 |                |
| 10           | 1948年10月4日  | 勝利 | 2R 2:30  | TKO  | Bob Jefferson                    | アメリカ合衆国 |                |
| 11           | 1948年11月29日 | 勝利 | 1R 1:57  | TKO  | James Patrick Connolly           | アメリカ合衆国 |                |
| 12           | 1948年12月14日 | 勝利 | 2R 2:21  | TKO  | Gilley Ferron                    | アメリカ合衆国 |                |
| 13           | 1949年3月21日  | 勝利 | 5R 1:46  | TKO  | Johnny Pretzie                   | アメリカ合衆国 |                |
| 14           | 1949年3月28日  | 勝利 | 1R 0:33  | KO   | Artie Donato                     | アメリカ合衆国 |                |
| 15           | 1949年4月11日  | 勝利 | 3R 2:44  | KO   | Jimmy Walls                      | アメリカ合衆国 |                |
| 16           | 1949年5月2日   | 勝利 | 3R       | TKO  | Jimmy Evans                      | アメリカ合衆国 |                |
| 17           | 1949年5月23日  | 勝利 | 10R 終了 | 判定 | Don Mogard                       |                |                |
| 18           | 1949年7月18日  | 勝利 | 3R 2:21  | KO   | ハリー・ハフト                   |                |                |
| 19           | 1949年8月16日  | 勝利 | 3R       | KO   | Pete Louthis                     | アメリカ合衆国 |                |
| 20           | 1949年9月26日  | 勝利 | 4R 2:04  | KO   | Tommy DiGiorgio                  | アメリカ合衆国 |                |
| 21           | 1949年10月10日 | 勝利 | 10R 終了 | 判定 | Ted Lowry                        | アメリカ合衆国 |                |
| 22           | 1949年11月7日  | 勝利 | 2R 2:26  | KO   | Joe Dominic                      | アメリカ合衆国 |                |
| 23           | 1949年12月2日  | 勝利 | 2R 0:39  | TKO  | Pat Richards                     | アメリカ合衆国 |                |
| 24           | 1949年12月19日 | 勝利 | 5R 1:15  | TKO  | Phil Muscato                     | アメリカ合衆国 |                |
| 25           | 1949年12月30日 | 勝利 | 6R 1:46  | KO   | Carmine Vingo                    | アメリカ合衆国 |                |
| 26           | 1950年3月24日  | 勝利 | 10R 終了 | 判定 | Roland La Starza                 | アメリカ合衆国 |                |
| 27           | 1950年6月5日   | 勝利 | 3R       | TKO  | Eldridge Eatman                  | アメリカ合衆国 |                |
| 28           | 1950年7月10日  | 勝利 | 10R 0:25 | TKO  | Gino Buonvino                    |                |                |
| 29           | 1950年9月18日  | 勝利 | 6R 1:28  | TKO  | Johnny Shkor                     | アメリカ合衆国 |                |
| 30           | 1950年11月13日 | 勝利 | 10R 終了 | 判定 | Ted Lowry                        | アメリカ合衆国 |                |
| 31           | 1950年12月18日 | 勝利 | 1R 1:50  | TKO  | Bill Wilson                      | アメリカ合衆国 |                |
| 32           | 1951年1月29日  | 勝利 | 8R 2:54  | TKO  | Keene Simmons                    | アメリカ合衆国 |                |
| 33           | 1951年3月20日  | 勝利 | 2R 2:45  | TKO  | Harold Mitchell                  | アメリカ合衆国 |                |
| 34           | 1951年3月26日  | 勝利 | 9R 2:51  | TKO  | Art Henri                        | アメリカ合衆国 |                |
| 35           | 1951年4月30日  | 勝利 | 10R 終了 | 判定 | Willis Applegate                 | アメリカ合衆国 |                |
| 36           | 1951年7月12日  | 勝利 | 6R 0:35  | KO   | Rex Layne                        | アメリカ合衆国 |                |
| 37           | 1951年8月27日  | 勝利 | 4R 0:50  | KO   | Freddie Beshore                  | アメリカ合衆国 |                |
| 38           | 1951年10月26日 | 勝利 | 8R       | TKO  | ジョー・ルイス                   | アメリカ合衆国 |                |
| 39           | 1952年2月13日  | 勝利 | 6R 3:00  | TKO  | Lee Savold                       | アメリカ合衆国 |                |
| 40           | 1952年4月21日  | 勝利 | 2R 1:35  | KO   | Gino Buonvino                    |                |                |
| 41           | 1952年5月12日  | 勝利 | 3R 2:21  | KO   | Bernie Reynolds                  | アメリカ合衆国 |                |
| 42           | 1952年7月28日  | 勝利 | 2R 2:04  | KO   | Harry Matthews                   | アメリカ合衆国 |                |
| 43           | 1952年9月23日  | 勝利 | 13R 0:43 | KO   | ジャーシー・ジョー・ウォルコット | アメリカ合衆国 | 世界王座挑戦   |
| 44           | 1953年5月15日  | 勝利 | 1R 2:25  | KO   | ジャーシー・ジョー・ウォルコット | アメリカ合衆国 | 世界王座防衛   |
| 45           | 1953年9月24日  | 勝利 | 11R      | TKO  | Roland La Starza                 | アメリカ合衆国 | 世界王座防衛   |
| 46           | 1954年6月17日  | 勝利 | 15R 終了 | 判定 | イザード・チャールズ             | アメリカ合衆国 | 世界王座防衛   |
| 47           | 1954年9月17日  | 勝利 | 8R 2:36  | KO   | イザード・チャールズ             | アメリカ合衆国 | 世界王座防衛   |
| 48           | 1955年5月16日  | 勝利 | 9R 0:54  | TKO  | Don Cockell                      |                | 世界王座防衛   |
| 49           | 1955年9月21日  | 勝利 | 9R 1:19  | KO   | アーチー・ムーア                 | アメリカ合衆国 | 世界王座防衛   |
| テンプレート |                |      |          |      |                                  |                |                |